# Scutum oculare

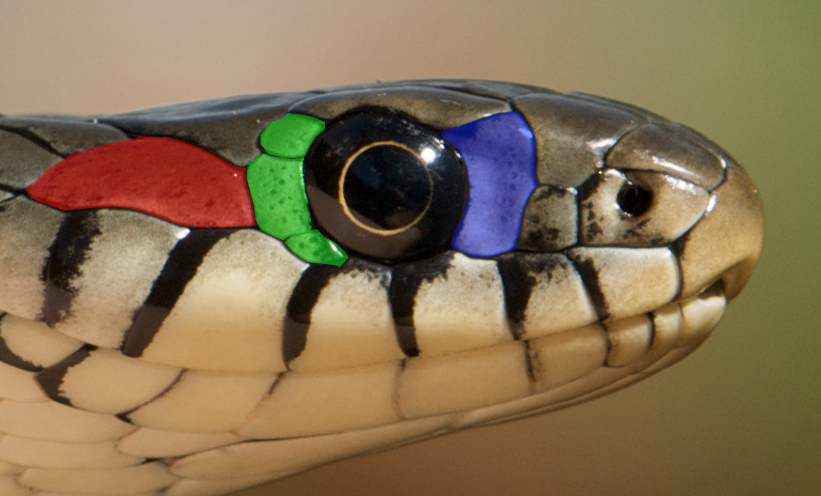
Kopfbeschuppung bei der Ringelnatter (Natrix natrix):
blau: Präoculare
grün: Postocularia
rot: Temporale

Das Scutum oculare  (kurz Oculare, lat. Plural Ocularia), auch Ocularschuppe oder -schild, sind bei Schuppenkriechtieren (Squamata) Gruppen von Hornschuppen, die rund um das Auge angeordnet sind. Alle Ocularen bilden gemeinsam den circumorbitalen Ring und werden deshalb auch als Circumorbitalia bezeichnet. In der Schlangensystematik sind Anzahl, Form, Größe und Ausbildung der Ocularia – wie auch die übrigen Kopfschilde – ein wichtiges Bestimmungsmerkmal.
Der Name der jeweiligen Gruppe ist ein Kompositum aus der Bezeichnung „Oculus“ für das Auge und der jeweils spezifischen Lagebeziehung:
- Die Präocularia liegen direkt vor dem Auge.
- Die Postocularia liegen direkt hinter dem Auge.
- Die Supraocularia liegen oberhalb des Auges. Sie können stark vergrößert oder auch in etliche kleine Schuppen fragmentiert sein. Bei vielen Schlangen bilden sie charakteristische Hörner oder andere Strukturen.
- Die Subocularia liegen unterhalb der Augen und stoßen bei vielen Schlangen an die Supralabialia an.

## Brille
| f ag in l la la′ m n p | Frontale Vordere Kinnschilde Internasale Loreale Supralabialia Sublabialia Mentale Nasalia Parietalia | pf pg pro pso pto r so t v | Präfrontalia Hintere Kinnschilde Präoculare Präsuboculare Postocularia Rostrale Supraoculare Vordere und hintere Temporalia Erstes Ventrale |

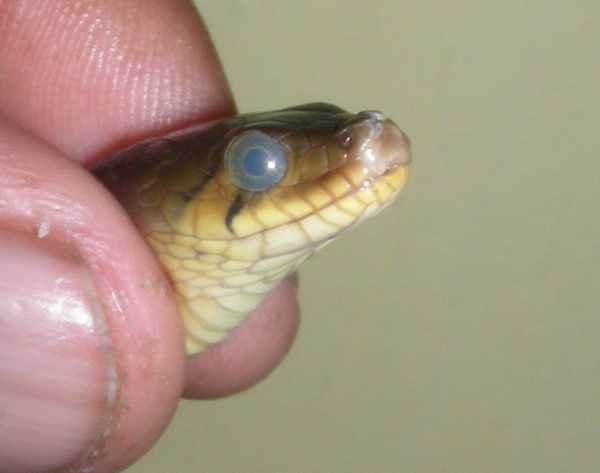
Die Eintrübung der Brille dieser Gewöhnlichen Fischnatter aus dem indischen Westbengalen zeigt die bevorstehende Häutung an

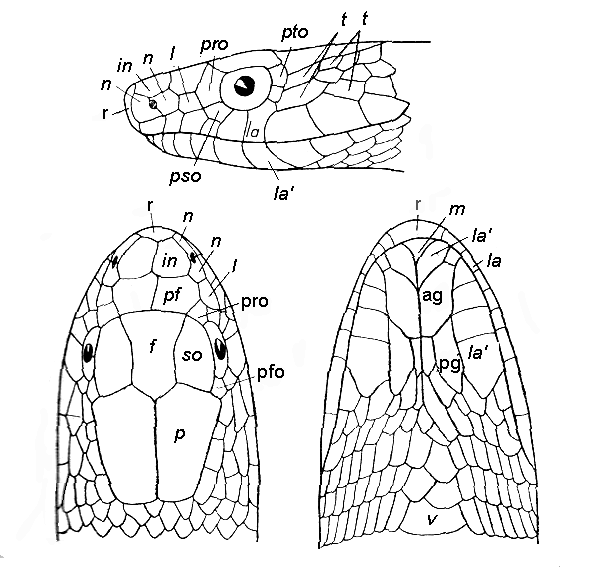
Terminologie der Kopfschuppen am Beispiel der Gefleckten Zornnatter (Platyceps ventromaculatus)
----
Legende
----

Der äußere Teil des Auges, die Cornea oder Hornhaut, ist bei allen Schlangen, vielen Echsen sowie einigen Fischen von einer starren, durchsichtigen Schuppe bedeckt, der so genannten Brille. Diese Membran bildet sich während der Embryonalentwicklung aus der Verschmelzung von Ober- und Unterlid und schützt das Auge vor Austrocknung und mechanischer Beanspruchung (besonders bei unterirdisch lebenden Formen). Zwischen Brille und Hornhaut befindet sich ein mit Tränenflüssigkeit gefüllter Spaltraum (subspektakulärer Raum), der über einen Kanal mit dem Rachen in Verbindung steht.
Mit dem gesamten verhornten Teil der Haut werden auch die Cornea und die Brille gehäutet. Der Häutung geht ein Verschleimen der Häutungszellen zwischen alter und neuer Haut voraus, die bei Schlangen zu einer bläulich-trüben Verfärbung der Augen führt. Einige Tage vor Beginn der Häutung werden die Augen wieder klarer. Die Brille wird auch als „tertiäre Brille“ bezeichnet in Unterscheidung zur „primären Brille“ (durchsichtiges Integument über der Cornea) der Rundmäuler und der Amphibien-Larven sowie der „sekundären Brille“ vieler Fische (äußere, unbewegliche Cornea-Schicht), welche nicht zu ihr homolog sind.
Es kann vorkommen, dass durch Störung der Häutung Reste der alten Brille zurückbleiben („retinierte Brille“). Diese dürfen nicht abgezogen werden, sondern müssen vorsichtig durch Spülung abgelöst werden, da es sonst zu irreparablen Verletzungen am Auge kommen kann.